# Böhmerwaldplatz (metropolitana di Monaco di Baviera)
Böhmerwaldplatz è una stazione della Metropolitana di Monaco di Baviera, che serve la linea U4; si trova nel quartiere di Bogenhausen.
È stata inaugurata il 27 ottobre 1988.